# Мексико Бич (Флорида)
Мексико Бич (енгл. Mexico Beach) град је у америчкој савезној држави Флорида. По попису становништва из 2010. у њему је живело 1.072 становника.

## Демографија
Према попису становништва из 2010. у граду је живело 1.072 становника, што је 55 (5,4%) становника више него 2000. године.
| Група             | 2000.       | 2010.       |
| Белци             | 956 (94,0%) | 981 (91,5%) |
| Афроамериканци    | 13 (1,3%)   | 20 (1,9%)   |
| Азијати           | 8 (0,8%)    | 8 (0,7%)    |
| Хиспаноамериканци | 18 (1,8%)   | 28 (2,6%)   |
| Укупно            | 1.017       | 1.072       |